# Arius gigas
Arius gigas is een  straalvinnige vissensoort uit de familie van christusvissen (Ariidae). De wetenschappelijke naam van de soort is voor het eerst geldig gepubliceerd in 1911 door George Albert Boulenger.
Deze grote meervalachtige vissen (Boulengers specimen was 1,15 meter lang) komen voor in het stroomgebied van de Niger. Het zijn uitsluitend zoetwatervissen, in tegenstelling tot andere soorten uit het geslacht Arius die ook in zeewater of brakwater kunnen voorkomen.
De soort kwam veel voor in het Nigerbekken in het begin van de twintigste eeuw, maar door overbevissing was ze rond 1950 reeds zeldzaam en later werd ze met uitsterven bedreigd. De soort staat op de Rode Lijst van de IUCN als Gevoelig, beoordelingsjaar 2006. De omvang van de populatie is volgens de IUCN dalend.